# Potres v Skopju (1963)
Potres v Skopju leta 1963 (makedonsko Скопски земјотрес, skopski zemjotres) je bil močan potres z epicentrom v bližini Skopja v takratni Socialistični republiki Makedoniji (zdaj Republika Severna Makedonija), ki je 26. julija 1963 ob 5. uri in 17 minut zjutraj zatresel dolino reke Vardar na severu Makedonije in jugu Kosova. Zlasti je bilo prizadeto Skopje, v katerem je takrat živelo okrog 270.000 ljudi, ki so ob prvem sunku večji del še spali.
Potres 9. stopnje po Mercallijevi lestvici je porušil ali nepopravljivo poškodoval tri četrt zgradb v mestu in zahteval 1070 žrtev, več kot 2900 je bilo ranjenih. Tresenje so čutili prebivalci po vsej Makedoniji, na jugu Kosova in Srbije ter na severu Grčije.

## Osnovni podatki
Potres je dosegel učinke 9. stopnje po Mercallijevi lestvici, kar po oceni ustreza stopnji 6,1 po momentni magnitudni lestvici (magnituda ni bila natančno izmerjena). Njegov epicenter je bil severno od središča Skopja na koordinatah 42°06′N 21°24′E / 42.10°N 21.40°E, hipocenter pa 9 km pod površjem. Prvi sunek se je zgodil ob 5. uri, 17 minut in 15 sekund po lokalnem času (04:17.15 UTC), ob 5. uri in 20 minut mu je sledil še močnejši popotresni sunek, preostali pa so mesto tresli še skoraj pol ure.

## Posledice
Še zdaj je to najbolj uničujoč potres v sodobni zgodovini Severne Makedonije. Skopje je bilo skoraj povsem porušeno in poleg neposrednih žrtev je skoraj 200.000 ljudi ostalo brez domov. V celoti je izpadlo tudi telefonsko, telegrafsko in električno omrežje, zato je vest o potresu prišla v svet z zamikom.
Pri prepoznavanju trupel je sodelovala tudi ekipa strokovnjakov Inštituta za sodno medicino v Ljubljani.
Zaradi obsega katastrofe so o njej kmalu na prvih straneh poročali vsi glavni jugoslovanski in številni svetovni mediji. Na pomoč je priskočila vojska in različne domače ter tuje humanitarne organizacije, Skopje pa sta obiskala jugoslovanski predsednik Josip Broz - Tito in sekretar komunistične partije Sovjetske zveze Nikita Hruščov. Oktobra istega leta je na pobudo vlad 35 držav Generalna skupščina OZN sprejela resolucijo o pomoči pri obnovi mesta. Skopje so obnovili po urbanističnih načelih 1960. let, pri čemer je imel vodilno vlogo znameniti japonski arhitekt Kenzō Tange. Takrat zgrajene soseske in zgradbe še vedno nosijo imena držav, ki so prispevale pomoč. Na dogodek spominja tudi stara železniška postaja z uro, ki se je ustavila ob 5. uri in 17 minut. V njej zdaj domuje Muzej mesta Skopje (Muzej na grad Skopje).
Na ravni celotne Jugoslavije je potres vplival na izboljšanje gradbenih standardov in predpisov. V Skopju je bil ustanovljen tudi sodobno opremljen inštitut za potresno inženirstvo in inženirsko seizmologijo.